# Єлхово (місто)
Є́лхово (болг. Елхово) — місто в Ямбольській області Болгарії. Адміністративний центр общини Єлхово.

## Населення
За даними перепису населення 2011 року у місті проживали 10 552 особи.
Національний склад населення міста:
| Національність   | Кількість осіб | Відсоток |
| ---------------- | -------------- | -------- |
| болгари          | 8982           | 90,9 %   |
| цигани           | 779            | 7,9 %    |
| турки            | 10             | 0,1 %    |
| інша             | 31             | 0,3 %    |
| не визначились   | 76             | 0,8 %    |
| Всього відповіли | 9878           |          |

Розподіл населення за віком у 2011 році:
Динаміка населення:

## Уродженці
- Енчо Керязов (* 1973) — болгарський артист цирку.